# گابریل مک‌کلور
گابریل مک کلور (زاده ۶ اکتبر ۱۹۹۴) که به‌طور حرفه ای با نام‌های جیجی مک کوئین و جینکس شناخته می‌شود، بازیگر و نویسنده آمریکایی است.
جینکس در گوشن، ایندیانا به دنیا آمد، اما در دریاچه وینونا، ایندیانا و کالیفرنیای جنوبی بزرگ شد. او از تأثیرات نویسندگی خود به عنوان چاک پالانیوک، جانت ایوانوویچ، دیوید سداریس و اسپنسر هوشینو یاد می‌کند.

## بازیگری
جینکس علاوه بر نویسندگی، به عنوان بازیگر نیز فعالیت داشته‌است. در حین اجرای برنامه‌ای از آنی، او از خود کارول برنت مشاوره‌های انفرادی دریافت کرد. او در اولین تولید صحنه ای هرکول دیزنی در نقش هادس ظاهر شد.